# Бобер
Бобер (Castor) — рід великих водних гризунів з перетинчастими лапами, широким пласким хвостом і густим, водонепроникним хутром. Бобри належать до групи немишовидних гризунів і є єдиними у фауні України представниками підряду Бобровидих (Castorimorpha).

## Особливості біології
Бобер — великий гризун, пристосований до напівводного способу життя: великі легені і печінка забезпечують їм такі запаси повітря та артеріальної крові, що під водою бобри можуть залишатися 10-15 хвилин, пропливаючи за цей час до 750 м. На суші бобри досить незграбні. Статевий диморфізм виражений слабо, самки більші. Тіло у бобра приосадкувате, з укороченими 5-палими кінцівками; задні значно сильніші передніх. Між пальцями є плавальні перетинки, сильно розвинені на задніх кінцівках і слабо — на передніх. Кігті на лапах сильні, сплощені. Кіготь II пальця задніх кінцівок роздвоєний — ним бобер розчісує хутро. Хвіст веслоподібний, сильно сплющений зверху вниз; його довжина — до 30 см, ширина — 10-13 см. Волосся на хвості є лише біля його основи. Більша його частина покрита великими роговими щитками, між якими ростуть рідкі, короткі і жорсткі волоски. Нагорі по середній лінії хвоста тягнеться роговий кіль. Очі у бобра невеликі; вуха широкі і короткі, ледве виступають над хутром. Вушні отвори і ніздрі замикаються під водою, очі закриваються мигаючими перетинками.

### Зуби

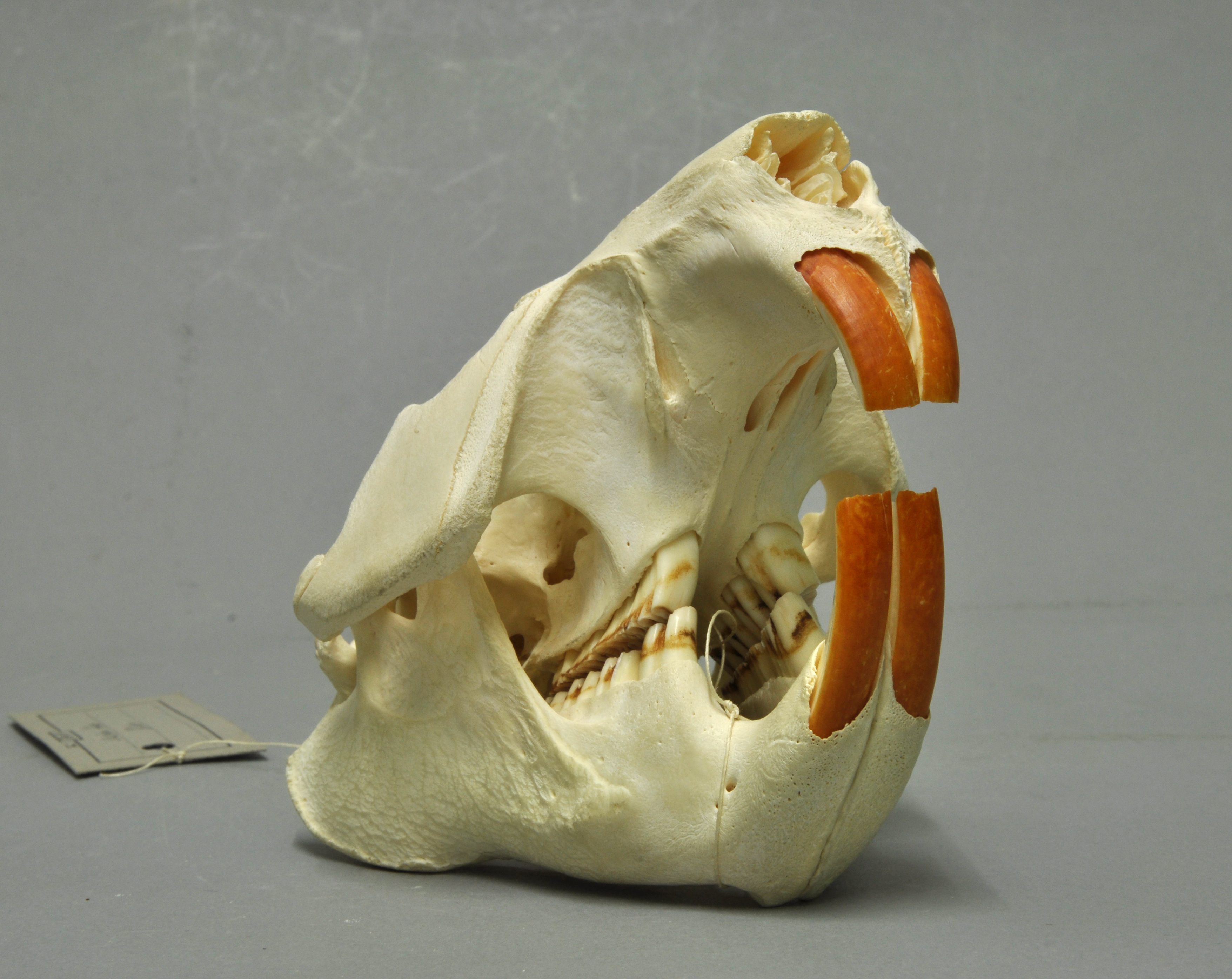
Череп європейського бобра

Корінні зуби зазвичай не мають коренів; слабо відокремлені корені утворюються лише у окремих старих особин. Має дуже великі різці і може ними підгризати дерева, корою яких харчується і з яких будує собі житло. Різці позаду ізольовані від ротової порожнини особливими виростами губ, що дозволяє бобру гризти під водою. Передній бік різців бобра має помаранчевий колір через те, що їхня емаль містить значну кількість сполук заліза. Це захищає зуби як від механічних, так і від хімічних пошкоджень.

## Поширення
У ранній історичний період бобри повсюдно населяли лісову, тайгову і лісостепову зони Євразії, по заплавах річок доходячи до півночі до лісотундри, а на південь — до напівпустель. 
У наш час водиться у Канаді та США, у лісовій зоні Євразії, у заплавних лісах лісостепової і степової зон. 
Найпоширеніший в Україні вид тварини – бобер європейський.

## Спосіб життя
Бобри воліють селитися по берегах повільних рівнинних річок, стариць, ставків та озер, водосховищ, іригаційних каналів і кар'єрів. Уникають широких і швидких річок, а також водойм, що промерзають взимку до дна. Для бобрів важлива наявність на берегах водойми дерево-чагарникової рослинності з м'яких листяних порід, а також велика кількість водної та прибережної трав'янистої рослинності, складової їх раціону.
Живуть бобри поодинці або сім'ями. Повна сім'я складається з 5-8 особин: сімейної пари і молодих бобрів — приплоду минулого і поточного років. Сімейна ділянка іноді займається сім'єю протягом багатьох поколінь. Невелику водойму займає одна сім'я або холостий бобер. На більших водоймах довжина сімейної ділянки вздовж берега становить від 0,3 до 2,9 км. Від води бобри рідко віддаляються більш ніж на 200 м. Протяжність ділянки залежить від наявності кормів. У багатих рослинністю місцях ділянки можуть змикатись і навіть перетинатися. Межі своєї території бобри мітять секретом мускусних залоз — бобрової струменем. Мітки наносяться на особливі горбики з бруду, мулу і гілок висотою 30 см і шириною до 1 м. Між собою бобри спілкуються за допомогою пахучих міток, поз, ударів хвостом по воді і криків, що нагадують свист. При небезпеці бобер голосно вдаряє хвостом по воді і пірнає. Хлопок служить для всіх бобрів в межах чутності сигналом тривоги.

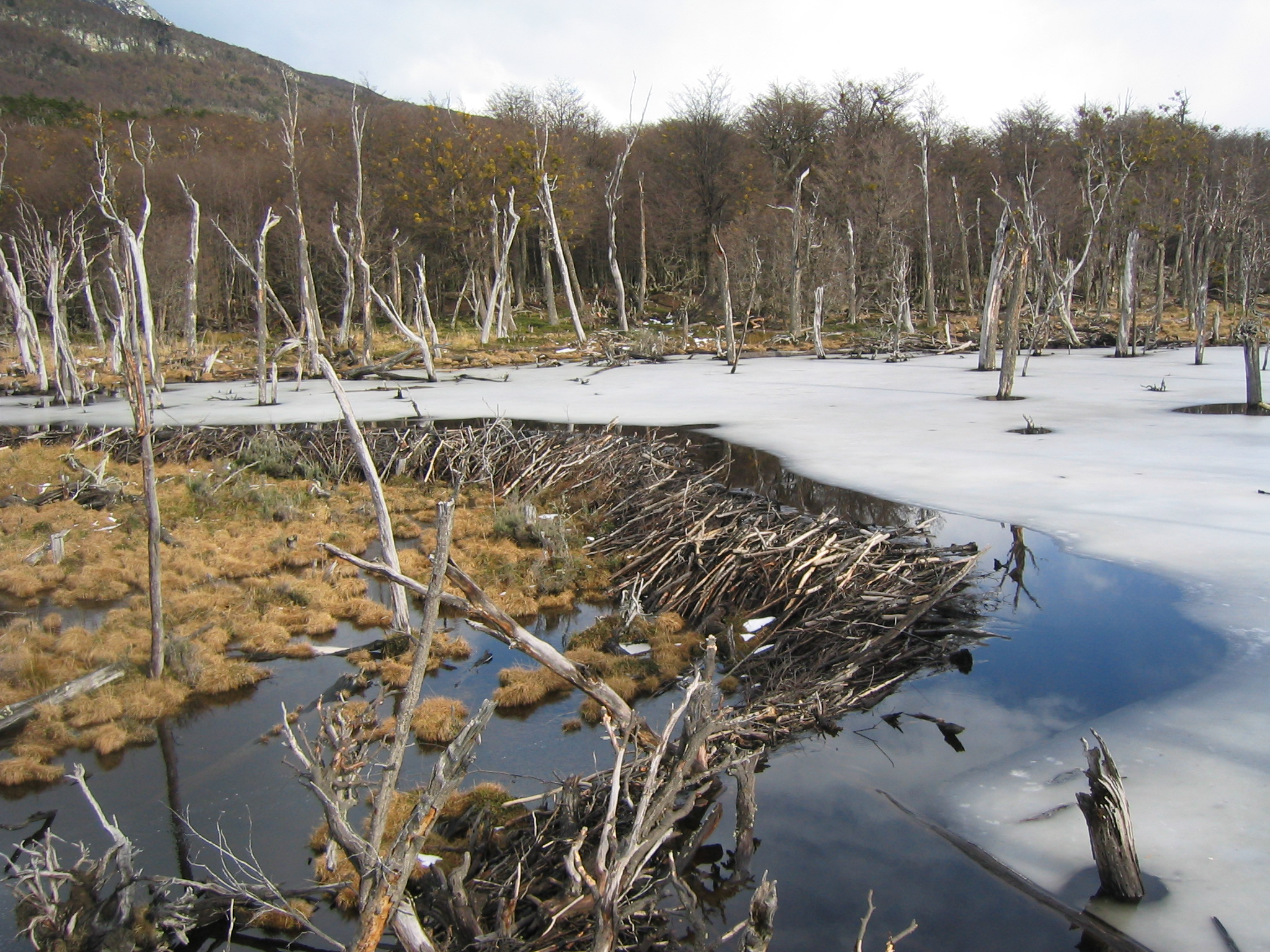
Боброва дамба

Бобри зводять чотири види типових будівель:
- Нори. Їх риють в обривистих берегах, високих і міцних. Вхід — на глибині 1-2 м під водою;
- Хатки з гілок і землі. Будують їх, якщо береги пологі і для нір не годяться. Висота хатки іноді досягає 3 м, а окружність — 16 м;
- Канали;
- Греблі.

Бобри використовують для своїх загат головним чином вільху, осику та вербу. 
Підгризаючи дерево, ці гризуни діють так, щоб воно впало в потрібному напрямку. Потім звірі обгризають гілки і обробляють стовбур на шматки, які перетягують до місця майбутньої греблі. Одні шматки дерева бобер встромляє загостреним кінцем у дно, інші закріплює між ними, щоб не віднесло течією. Працює при цьому і зубами, і лапами, і головою.

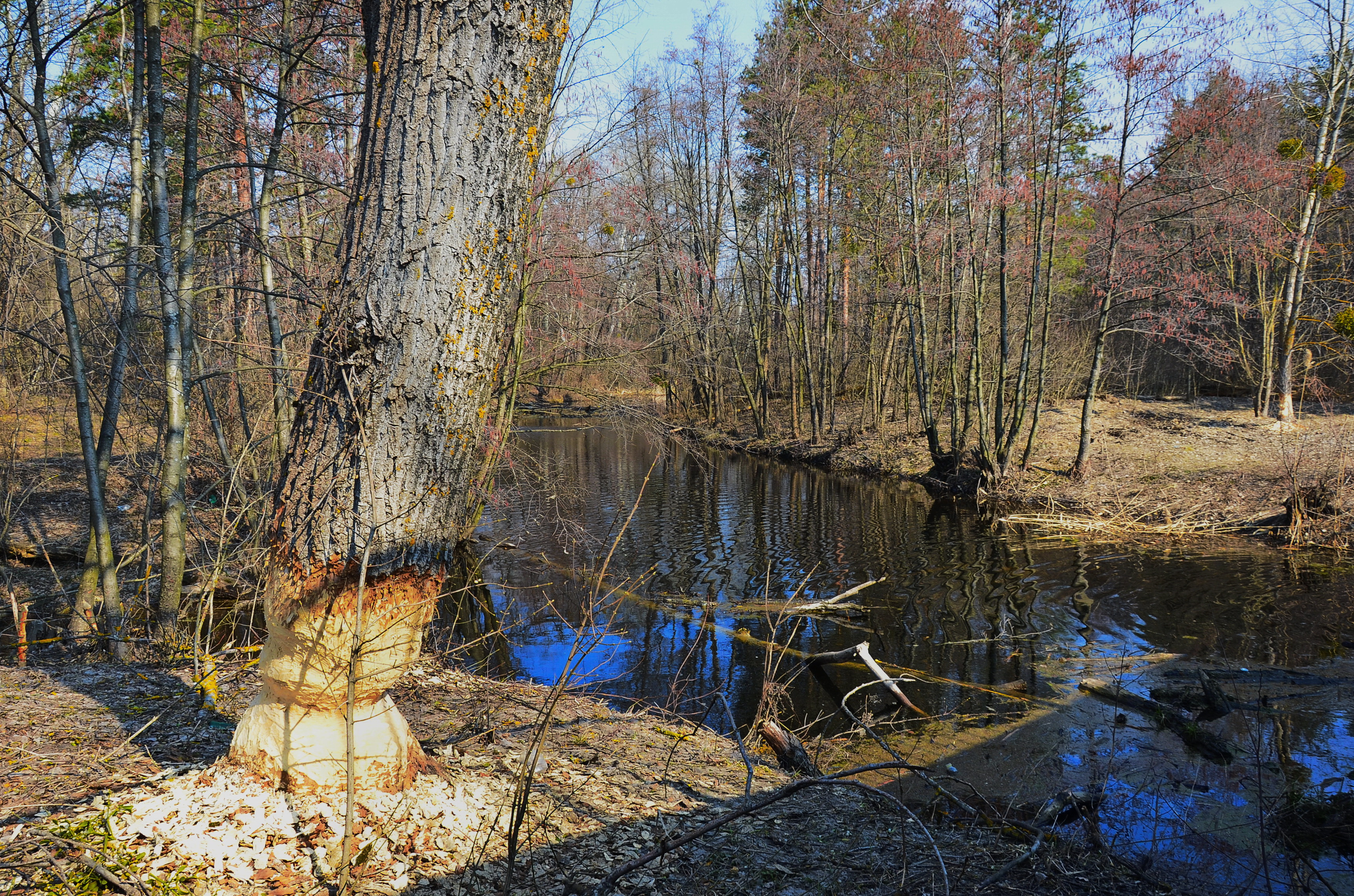
Підгризене бобрами дерево

Для надійності гризуни підпирають греблю з боків спеціальними поперечками і рогульками. Проміжки в конструкції законопачують гілками, мулом, листям і глиною, приносячи весь цей матеріал до місця будівництва в передніх лапах. В одному з кінців греблі облаштовують стік, щоб паводком не зруйнувало всю споруду.

## Систематика
Бобер — єдиний сучасний рід з родини бобрових (Castoridae, Hemprich, 1820), яка є однією з трьох родин підряду бобровидих (Castorimorpha). Рід представлений у сучасній фауні двома видами. Види бобрів добре розрізняються за особливостями будови черепа і числом хромосом.
Рід Castor включає два сучасних види і один вимерлий:
- Бобер європейський, або бобер річковий (Castor fiber);
- Бобер канадський (Castor canadensis);
- †Castor californicus.

## Промисел бобрів
У результаті хижацького промислу (цінне хутро) був до 1920 р. майже винищений у Росії, нині поголів'я відновлюється.
В Україні завжди був об'єктом промислу. Тепер відбувається помітне зростання чисельності і розширення ареалу бобрів. Відновлення бобрів у багатьох країнах пов'язано зі зменшенням попиту на хутро.
Великої шкоди популяції завдають не так легальне мисливство, як браконьєрство – 0,2 % і 5-7 % популяції відповідно станом на 2011 рік.

## Етимологія назви
Назва тварини походить від псл. bobrъ і праслов'янського *bobrъ, *bebrъ, *bьbrъ, споріднене з давньоіндійськими назвами й походить від індоєвропейського *bhebhru- — є результатом неповного подвоєння кореня *bher-, який зберігається в укр. бурий, лит. beras «бурий» та ін.

## У культурі
- 2013 року, за внесок бобрів у відновлення екосистеми, виникла ідея встановити пам’ятник бобру у Поліському природному заповіднику[5].
- У місті Бібрці на Львівщині є пам'ятник бобру.

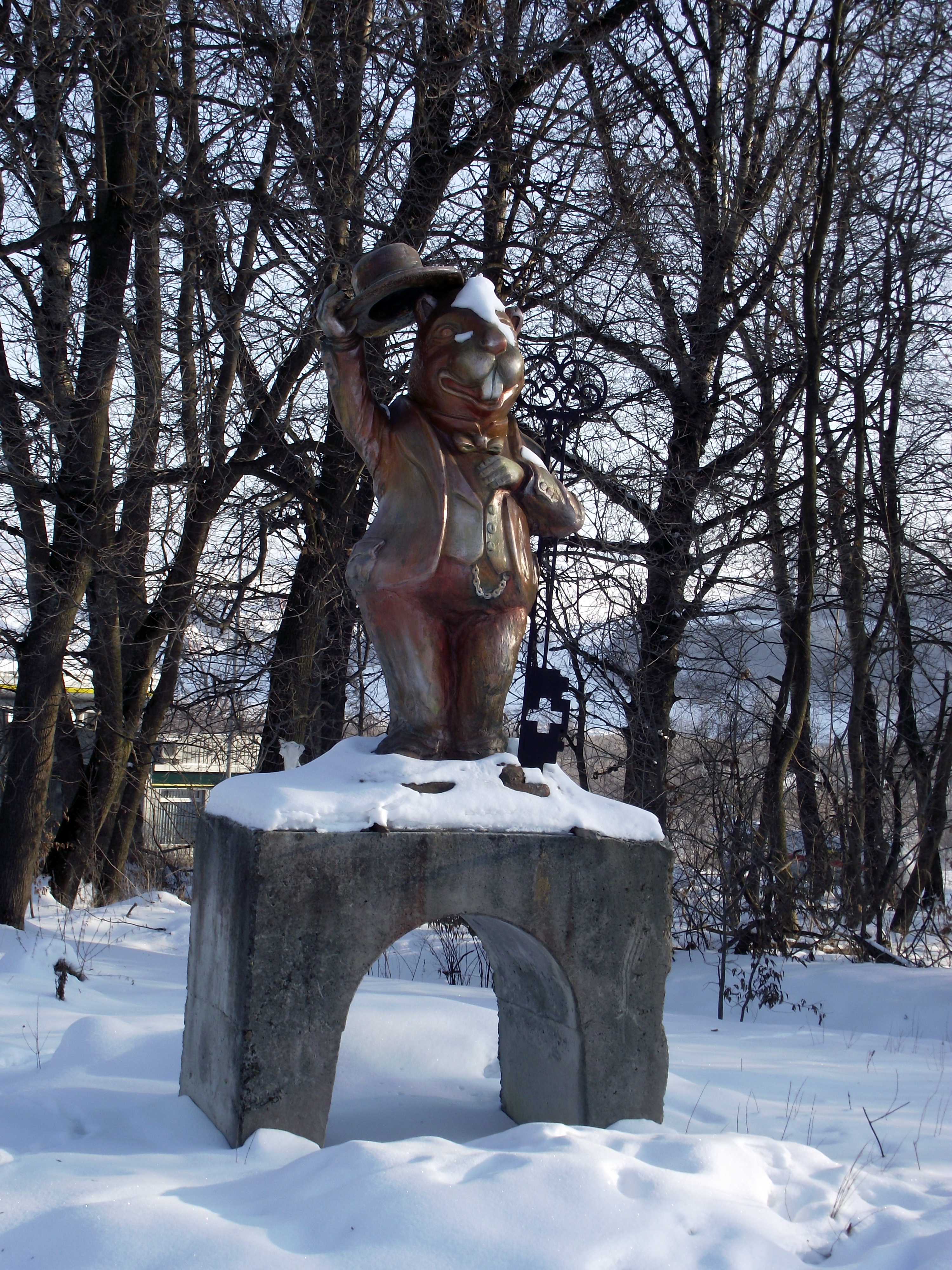